# Débretonnisation
 (juillet 2024).
La débretonnisation désigne un ensemble de différents processus marquant la disparition de la langue bretonne dans le temps et dans l'espace.
Désignant dans un premier temps le recul de la langue bretonne entamé dès la fin du haut Moyen-Âge, puis la lutte contre l'apprentissage du breton à l'époque contemporaine, le phénomène de débretonnisation est désormais interprété comme le remplacement, dans une partie de la Bretagne historique, des toponymes et appellations en breton par des toponymes et appellations en français. Ce processus est documenté dans le Finistère, le Morbihan, mais aussi en Loire-Atlantique où le phénomène de débretonnisation prend un autre sens, celui de la volonté d'effacer toute référence à la Bretagne.

## Définition
Selon André Guilcher « on est amené à conclure que la débretonnisation est une pierre de touche qui ne trompe guère, et que lorsqu'elle apparaît les fondements de la vie sont généralement menacés ». 

## Histoire

### Apparition du mot
En 1936, le militant breton Marcel Guieysse évoque le travail fait dans les écoles de la République française, particulièrement depuis les années 1890-1900, pour empêcher l'usage de la langue bretonne au profit de la langue française.

### Début
Cependant, la débretonnisation est plus ancienne, la langue bretonne connaît un recul dès le Xe siècle.

### XXesiècle
En 1942, R.Panier décrit les habitants du Pays gallo comme une source de débretonnisation dans les bourgs de Saint-Connec et Croixhanvec où ils ont fait souche. Il explique notamment que la commune « mixte, du temps de Sébillot, de Saint-Caradec », est désormais non-bretonnante. R.Panier estime plus globalement que du fait de l'école primaire, du service militaire ou bien encore de la vie administrative, la totalité de la Bretagne bretonnante est désormais bilingue[réf. nécessaire].
Durant la seconde moitié du XXe siècle, les enfants nés de parents non-bretonnants (eux-mêmes nés dans les années 1950), ou poussés à s'exprimer en français, deviennent adultes à leur tour : ils cessent majoritairement de transmettre la langue bretonne.

### XXIesiècle
Lors des fusions de communes décidées en 2016-2017, plusieurs nouvelles communes créées par fusion de communes aux noms bretons sont baptisées de noms francisés (Évellys, Val d'Oust, Beaussais-sur-Mer, Les Moulins...), menant à une action collective par saisie du conseil culturel de Bretagne, et à une réponse de Jean-Yves Le Drian.
Selon des associations de défense de la langue bretonne, La Poste française pousserait à une débretonnisation de toponymes historiques, entre autres en demandant aux communes de dénommer les nouveaux lotissements en français, par exemple avec des noms d’arbres, de fleurs et d'animaux. Le 10 septembre 2019, les enseignants de breton et celtique de l'Université Rennes-II publient un communiqué pour s'opposer à la débretonnisation des toponymes, mettant en cause La Poste, et citant des exemples de francisation qu'ils jugent aberrants : Kroaz-hent (Le Carrefour) devenu « Le Croissant » ; Ker Saoz (La demeure du Saxon) devenu « Ker-Sauce » ; An Aod Korz (La côte des Roseaux) devenu « La plage du Corse », enfin Koh Grac’h (Le vieux Mont) devenu « Corps Gras ». 
L'association Bretagne réunie est particulièrement active sur ces questions.
Dans L'Express, le journaliste Michel Feltin-Palas estime que sans contraintes d'utilisation pour assurer sa présence dans l'espace public, le breton aura disparu d'ici la fin du XXIe siècle.
Le 15 mai 2024, l'UNESCO juge recevable la requête de l'association vannetaise Koun Breizh, qui demande l'inscription des toponymes bretons au patrimoine culturel immatériel. Cette association dénonce dans la presse les effets de la loi 3DS en Bretagne, qui conduit à l'imposition de noms en français pour créer des adresses avec numéros dans les lieux-dits.

## Dans les différents départements

### Finistère
En août 2019, une polémique éclate dans la commune de Telgruc-sur-Mer, ou le conseil municipal « propose des noms jugés « trop français », pour certains, mais sans évocation ni prise en compte de la dénomination ancienne des lieux, de l’avis de tous ». Le 14 septembre 2019, une manifestation contre cette francisation des toponymes réunit plus de 600 personnes sur la plage de Telgruc. Face aux accusations qui lui sont faites de « colonisation française de noms de lieux », le maire propose finalement des plaques bilingues, tout en se défendant des propos de ses contradicteurs, qui d'après lui « ont des relents de populisme et de nationalisme », et en rappelant que le français est la langue officielle de la Bretagne.
En 2023, la commune finistérienne de Plouégat-Guérand refuse de franciser ses 140 lieux-dits en application de la loi 3DS ; le maire de cette commune témoigne alors dans la presse avoir été contacté par d'autres maires bretons désireux de suivre son exemple et par des associations. En mars de la même année, une autre polémique concerne le changement de nom du collège de Kerhallet, à Brest, qui a pris le nom de collège Joséphine Baker,.

### Morbihan
Des associations culturelles s'inquiètent que des municipalités, à la suite d'interventions supposées de La Poste, dotent les nouveaux lotissements de noms de rue simplifiés et strictement français, sans prendre en compte la toponymie locale. Un représentant de l'association Ti ar Vro cite notamment comme exemple Sarzeau, Plouay, et Monterblanc.

### Loire-Atlantique
Un processus de débretonnisation volontaire concerne la Loire-Atlantique, territoire de culture historique bretonne, en raison de son rattachement à la région administrative des Pays de la Loire : d'après Pierre-Yves Le Rhun, la Loire-Atlantique « est à la fois un département breton et le principal département des Pays de la Loire tant par son poids démographique et économique que par le choix de Nantes comme siège du Conseil Régional ». D'après lui, ce département est débretonnisé surtout depuis la réforme régionale de 1982. 

Parmi les manifestations de cette débretonnisation figurent la promotion récente de l'identité, jugée artificielle, « ligérienne », et l'utilisation du terme de « Grand Ouest » pour désigner la Bretagne administrative et la Loire-Atlantique. Selon Bretagne réunie :
Or les habitants de la région "Bretagne" sont reconnus officiellement comme bretons et ceux de Loire Atlantique comme officiellement non bretons, ce qui ouvre la voie à un processus de « débretonnisation » mené avec beaucoup de zèle par les services de communication du Conseil Régional des Pays de la Loire et de certaines collectivités locales qui s'efforcent de créer une identité "ligérienne".
En janvier 2015, Patrick Mareschal qualifie de « révisionnisme » l'hypothétique transformation du château des ducs de Bretagne, à Nantes, en « château de la Loire » et dénonce la suppression, selon lui, du mot Bretagne dans des documents édités par le conseil régional des Pays de la Loire.